# Universidad de Norwich
La Universidad de Norwich, cuyo nombre completo es Universidad de Norwich - Colegio Militar de Vermont (Norwich University – The Military College of Vermont en idioma inglés), es una universidad privada situada en Northfield (Vermont), Estados Unidos. Es, además, una de las seis instituciones de educación militar superior (aparte de las academias militares federales) reconocidas por el Departamento de Defensa de los Estados Unidos, junto con la Universidad del Norte de Georgia, la Universidad de Texas A&M, El Citadel, el Instituto Militar de Virginia y el Instituto Politécnico y Universidad Estatal de Virginia. 

## Historia
Fue fundada en Norwich (Vermont) como American Literary, Scientific and Military Academy en 1819 por el capitán Alden Partridge, que había sido superintendente de la Academia Militar de los Estados Unidos. En 1825 se trasladó a Middletown (Connecticut), cuyas instalaciones son desde 1831 la Universidad Wesleyana, ya que en 1834 retornó a Norwich, y en 1866 se volvió a trasladar, esta vez a su ubicación definitiva en Northfield. 

## Deportes
Los Norwich Cadets compiten en la Great Northeast Athletic Conference de la División III de la NCAA.